# Lachnocnema
Lachnocnema, commonly called Woolly Legs, là một chi bướm ngày thuộc họ Lycaenidae được tìm thấy chủ yếu ở subsaharan Africa.

## Selected species
Listed alphabetically.
- Lachnocnema bibulus (Fabricius, 1793) – Common Woolly Legs
- Lachnocnema brimo Karsch, 1893 – Western Woolly Legs
- Lachnocnema busoga Bethune-Baker, 1906
- Lachnocnema camerunica D'Abrera, 1980
- Lachnocnema delegorguei Boisduval, 1847
- Lachnocnema disrupta Talbot, 1935
- Lachnocnema divergens Gaede, 1915
- Lachnocnema durbani Trimen, 1887 – D'Urban's Woolly Legs
- Lachnocnema exiguus Holland, 1890
- Lachnocnema jacksoni Stempffer, 1967
- Lachnocnema laches (Fabricius, 1793) – Southern Pied Woolly Legs
- Lachnocnema luna Druce, 1910
- Lachnocnema magna Aurivillius, 1895
- Lachnocnema niveus Druce, 1910
- Lachnocnema obliquisigna Hulstaert, 1924
- Lachnocnema rectifascia Hulstaert, 1924
- Lachnocnema regularis (Libert, 1996) – Regular Woolly Legs
- Lachnocnema reutlingeri Holland, 1892
- Lachnocnema sudanica Aurivillius, 1905

## Hình ảnh

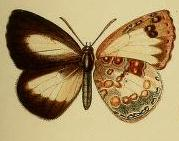